# Pachycondyla unidentata
Pachycondyla unidentata är en myrart som beskrevs av Mayr 1862. Pachycondyla unidentata ingår i släktet Pachycondyla och familjen myror.

## Underarter
Arten delas in i följande underarter:
- P. u. rugatula
- P. u. unidentata

## Bildgalleri

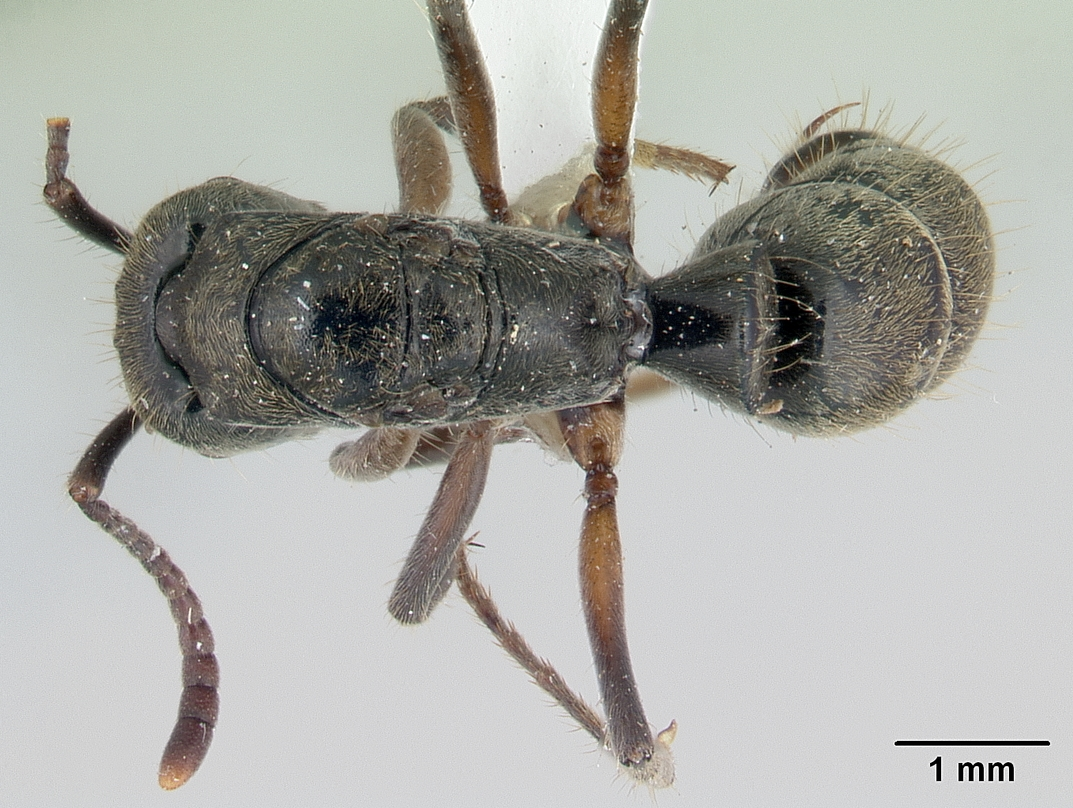
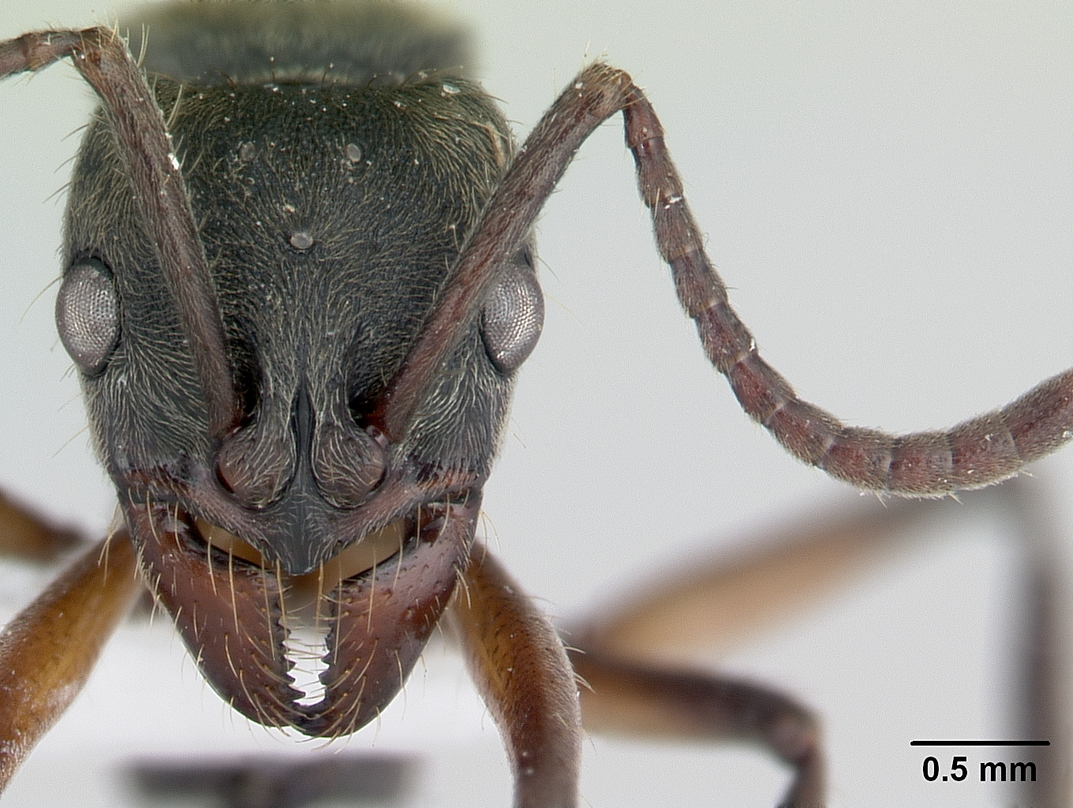
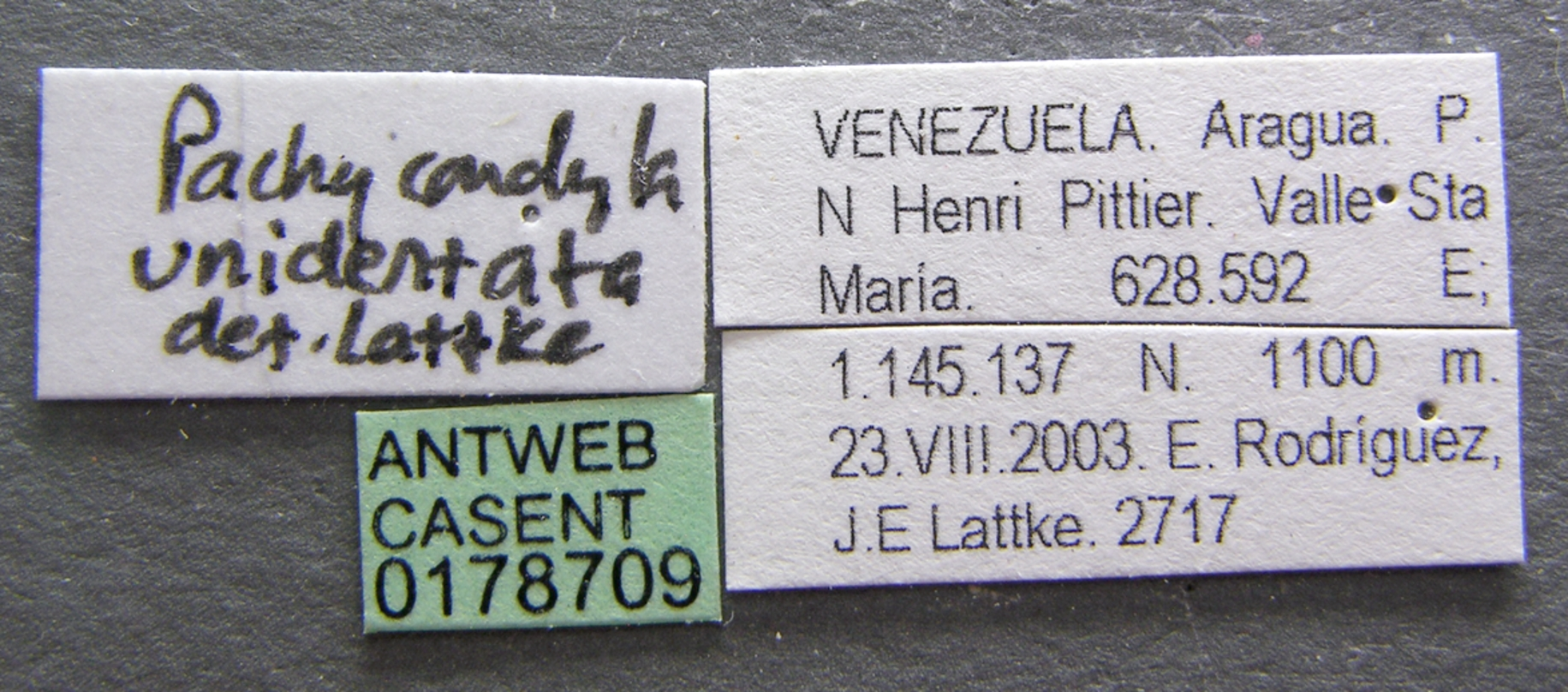
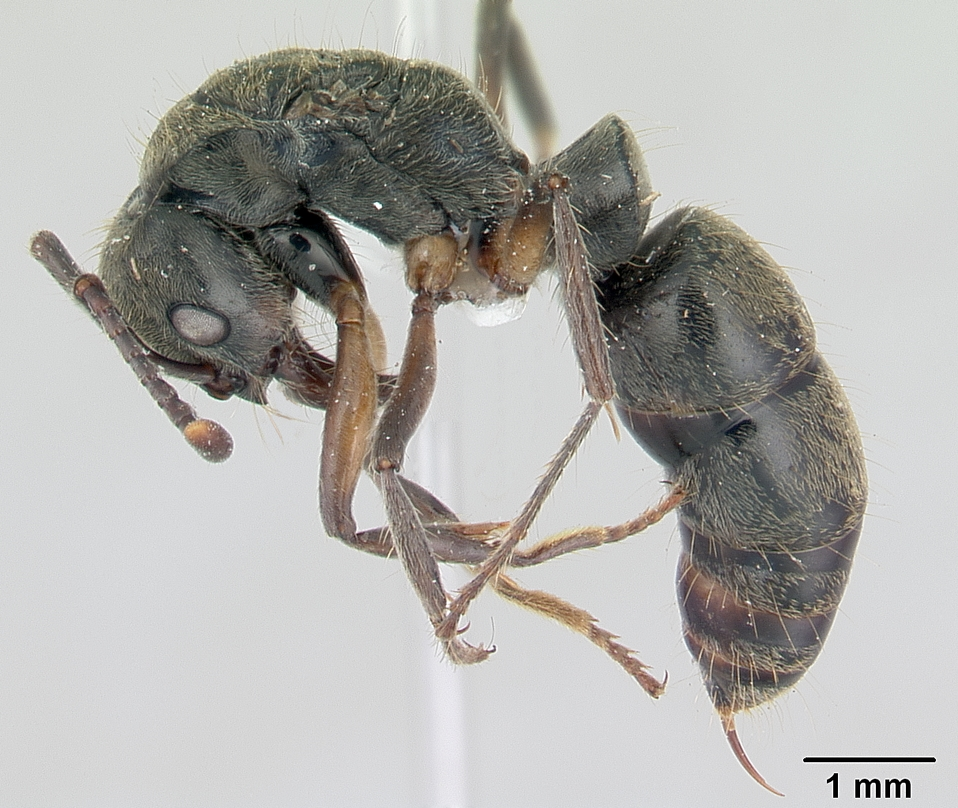